# Saison cyclonique 2007 dans l'océan Pacifique nord-est
La saison cyclonique 2007 dans l'océan Pacifique nord-est a lieu du 15 mai 2007 au 30 novembre 2007, selon la définition de l'Organisation météorologique mondiale.

## Noms des tempêtes 2007
La liste des noms qui sera utilisée pour nommer les tempêtes qui se formeront dans le bassin cyclonique de l'océan Pacifique nord-est durant l'année 2007 est la même que celle de la saison 2001. Les noms qui ne sont pas retirés de cette liste seront à nouveau utilisés lors de la saison 2013.
| - Avin - Barbara - Cosme - Dalila - Erick - Flossie | - Gil - Henriette - Ivo - Juliette - Kiko - Lorena | - Manuel - Narda - Octave - Priscilla - Raymond - Sonia | - Tico - Velma - Wallis - Xina - York - Zelda |